# جری باکاراک
جری باکاراک (به انگلیسی: Jere L. Bacharach) (زاده:۱۹۳۸) محقق و استاد دانشگاه در زمینه قرون وسطی است. وی دارای تالیفاتی درباره تاریخ اسلام است و از ویرایستاران دانشنامه تمدن اسلامی در قرون وسطی بوده‌است. وی ریاست برخی مراکز تحقیقاتی از جمله انجمن مطالعات خاورمیانهٔ شمال آمریکا را بر عهده داشته‌است.

## آثار
انتشارات او از معماری  جهان اسلام تا استفاده از بردگان آفریقایی در ارتش های نظامی مسلمانان را شامل می شود.  کار اولیه او در زمینه سکه شناسی اسلامی بوده است که در آن مقالات متعددی در مورد تحولات پولی قرن پانزدهم چرکس و ضرب سکه اخشیدی قرن دهم منتشر کرده است.  دومی با عنوان «تاریخ اسلامی از طریق سکه» ظاهر شد [قاهره: AUC Press, 2006] که برنده جایزه سمیر-شما در سال 2007 انجمن سلطنتی سکه شناسی بریتانیای کبیر برای بهترین کتاب در سکه شناسی اسلامی در طول دوره بود. 